# Watertown (pueblo)
Watertown es un pueblo ubicado en el condado de Jefferson en el estado estadounidense de Nueva York. En el año 2000 tenía una población de 26,705 habitantes y una densidad poblacional de 48 personas por km².

## Geografía
Watertown se encuentra ubicado en las coordenadas 43°56′10″N 75°55′29″O / 43.93611, -75.92472.

## Demografía
Según la Oficina del Censo en 2000 los ingresos medios por hogar en la localidad eran de $ 41,961 y los ingresos medios por familia eran $46,563. Los hombres tenían unos ingresos medios de $35,475 frente a los $21,638 para las mujeres. La renta per cápita para la localidad era de $21,786. Alrededor del 4.7% de la población estaban por debajo del umbral de pobreza.